# Alan Lewis (Fußballspieler)
Alan Trevor Lewis (* 19. August 1954 in Oxford; † 21. Mai 2016 in Reading) war ein englischer Fußballspieler.

## Karriere
Lewis war als Apprentice (deutsch: Auszubildender) bei Derby County aktiv und gewann mit der englischen Jugendnationalmannschaft die UEFA-Juniorenturniere 1972 und 1973. 1972 erhielt der Linksverteidiger einen Profivertrag, kam in den folgenden zweieinhalb Jahren aber nur zu zwei Ligaeinsätzen für den Erstligisten. Nach Leihaufenthalten bei Peterborough United und Sheffield Wednesday wechselte Lewis im Januar 1975 in die Third Division zu Brighton & Hove Albion, kam aber auch hier nur kurzzeitig zum Einsatz. 1977 schloss er sich dem FC Reading in der Fourth Division an, mit dem Klub stieg er 1979 als Staffelmeister in die dritte Liga auf. 1982 endete seine Laufbahn in der Football League nach 149 Ligaeinsätzen (5 Tore) für Reading und Lewis spielte in der Folge für Witney Town in der Southern League.
Nach seiner Fußballerlaufbahn verdiente Lewis seinen Lebensunterhalt zunächst im Baugewerbe, später war er als Fahrer tätig. Er erlitt 61-jährig einen Schlaganfall, dessen Folgen er zwei Wochen später im Royal Berkshire Hospital erlag.